# Exeter (Schiff, 1931)
HMS Exeter (68) war ein Schwerer Kreuzer der York-Klasse der Royal Navy. Das 1931 in Dienst gestellte Schiff war der letzte britische Neubau eines Schweren Kreuzers nach den Bestimmungen des Washingtoner Flottenvertrages.
Die Exeter nahm im Dezember 1939 am Gefecht vor dem Río de la Plata gegen das deutsche Panzerschiff Admiral Graf Spee teil und wurde am 1. März 1942 in der Zweiten Schlacht in der Javasee versenkt, nachdem sie der Schlacht in der Javasee noch beschädigt entkommen war.

## Geschichte
Gebaut wurde die Exeter auf dem Devonport Dockyard, Kiellegung war am 1. August 1928, Stapellauf am 18. Juli 1929, und die Indienststellung am 27. Juli 1931. Wie ihr Schwesterschiff York war sie ein etwas kleinerer Schwerer Kreuzer mit nur sechs Geschützen der Hauptartillerie in drei Doppeltürmen. Ihre Hauptaufgabe sollte der Geleitschutz sein. Vom Schwesterschiff York unterschied sich die Exeter durch die senkrechten Masten und Schornsteine. Dazu war sie etwas breiter und geringfügig stärker gepanzert. Die Exeter verfügte über einen Katapult mit zwei Startbahnen, der von Beginn an hinter den Schornsteinen platziert werden sollte und deshalb die Ausführung des Brückenhauses flacher erlaubte als auf der York, die ursprünglich ihren Katapult auf dem vorderen überhöhten Turm erhalten sollte, was sich früh als instabil erwies. Dazu kam auf der Exeter ein weiter nach hinten reichendes Schanzkleid bis zum vorderen Schornstein, das das Schiff bei hoher Geschwindigkeit und bei rauer See trockener machte. Der erste Schornstein führte, wie bei der York, die Abgase der beiden vorderen Abgasleitungen der Kesselräume zusammen, um die Bedingungen auf der Brücke und die Gestaltung des Brückenhauses zu verbessern.

### Erste Einsätze
Im Mai 1931 wurden letzte Werft- und Abnahmetests durchgeführt und der Kreuzer am 27. Juli in Devonport für die „2nd Cruiser Squadron“ der Atlantic Fleet in Dienst gestellt. Im Januar bis März 1932 nahm die Exeter an der Frühjahrsreise der Home Fleet nach Westindien teil, auf der der neue Kreuzer u. a. Trinidad und Barbados anlief.
Nach dem Besuch einiger britischer Häfen folgte im August mit dem Kreuzergeschwader (Dorsetshire, Norfolk und das Schwesterschiff York) ein Besuch von Kopenhagen während einer britischen Ausstellung. Von Oktober bis Dezember war der Kreuzer an Übungen mit dem Geschwader und zwischen Januar und März 1933 an Besuchen spanischer Häfen, zwischen April und Juli dann an Besuchen in Norwegen und Schweden beteiligt. Die Exeter nahm an den Midsommar-Feierlichkeiten in der schwedischen Marinebasis Karlskrona teil und kehrte durch den Nord-Ostsee-Kanal in die Heimat zurück. Von August bis zum 10. Oktober erfolgte eine Überholung des Kreuzers in der Marinewerft in Devonport.
Die Exeter kam dann für die „8th Cruiser Squadron“ für die „America and West Indies Station“ wieder in Dienst. Am 13. November 1933 lief die Exeter von Plymouth nach Gibraltar zur Ablösung der Durban und verlegte dann bis zum 6. Dezember 1933 nach Bermuda. Sie wurde innerhalb des Geschwaders der „South American Division“ zugeteilt und besuchte Häfen in Brasilien, Argentinien und anderen Staaten sowie die Falklandinseln bis zum Sommer 1935.
Im August 1935 wurde der Kreuzer in Valparaíso wegen der Spannungen mit Italien (Abessinienkrise) ins Mittelmeer abgeordnet. Er war die Verstärkungseinheit mit dem weitesten Anmarsch zur Mediterranean Fleet. Am 5. September 1935 verließ die Exeter Port Stanley, um die „1st Cruiser Squadron“ zu verstärken. Sie lief nonstop nach Alexandria, wo sie am 30. auf die Berwick, London, Shropshire, Sussex und auf die ebenfalls von der „America station“ abgeordnete Ajax traf.
Nach gut neun Monaten Dienst in der Mittelmeerflotte verließ die Exeter am 14. Juli 1936 Alexandria und erreichte am 27. Devonport, um überholt zu werden und die Mannschaft teilweise auszutauschen.
Neuer Kommandant wurde Henry Harwood, der auch Befehlshaber der „South American Division“ wurde. Am 29. Dezember 1936 wurde der Kreuzer wieder für die „West Indies Station“ in Dienst gestellt, zu der er am 31. auslief und über St. Vincent (7.) am 10. Januar 1937 Montevideo erreichte, um seine Aufgabe in der „South American Division“ zu übernehmen. Im Mai lief der Kreuzer dann zum Stationshauptstützpunkt Bermuda. Im Juni ging der Kreuzer nach Trinidad, wo Unruhen ausgebrochen waren. Die Exeter und die früher eingetroffene Ajax landeten Marinesoldaten, um die Anlagen der Ölindustrie zu sichern.
1938 fanden gemeinsame Manöver mit der kanadischen Marine (RCN) statt und die Exeter besuchte einige US-amerikanische Häfen, um dann in der zweiten Jahreshälfte die Westküste Südamerikas zu bereisen.
Im Januar 1939 leisteten die Exeter und die Ajax Unterstützung in Talcahuano nach einem Erdbeben. Der Kreuzer blieb auch im Februar vor Chile zur Unterstützung und kehrte im März nach Bermuda zurück. Am 17. August traf die Exeter in Plymouth zu einer Urlaubspause und zu kleineren Reparaturen ein. Wegen der angespannten politischen Lage rief der Kreuzer zum 23. seine Besatzung zurück und lief am 25. mit dem Truppentransporter Dunera zu den Kapverden aus. Der Kreuzer fuhr zu Besprechungen mit dem britischen Oberbefehlshaber für den Südatlantik unter einem neuen Kommandanten, aber mit Commodore Harwood an Bord, allein weiter nach Freetown und von dort ab dem 1. September 1939 zur anderen Atlantikseite nach Rio de Janeiro.

### Zweiter Weltkrieg
Ab dem 8. September suchte der Kreuzer zusammen mit dem Leichten Kreuzer Ajax im Seegebiet um Rio de Janeiro nach deutschen Schiffen. Der dritte Kreuzer der Division, die aus Neuseeland über den Pazifik kommandierte Achilles, befand sich noch an der südamerikanischen Westküste. Aus Großbritannien waren zur Verstärkung der Schwere Kreuzer Cumberland und Zerstörer im Anmarsch. Aus der „South American Division“ der „8th Cruiser Squadron“ wurde die Force G, die an der südamerikanischen Ostküste deutsche Handelsschiffe an der Fahrt in die Heimat hindern und deutsche Handelsstörer stellen sollte. Die Briten rechneten mit der Umrüstung deutscher Handelsschiffe zu Hilfskreuzern. Dazu waren sie seit dem 11. September sicher, dass das deutsche Panzerschiff Admiral Graf Spee im Südatlantik operierte, als eines der Bordflugzeuge der Cumberland das Schiff und seinen Versorger Altmark entdeckt hatte. Allerdings konnten die Kreuzer der Force G das Panzerschiff nicht wiederfinden. Die Kreuzer sicherten das Seegebiet zwischen Rio und dem Río de la Plata. Dabei sicherten sie gelegentlich Geleitzüge aus britischen Handelsschiffen oder sie bildeten Suchstreifen mit drei Kreuzern. Um sie einsatzbereit zu halten, wurden sie durch Hilfsschiffe der RFA versorgt. Zu überwiegend mit Bordmitteln durchzuführenden Wartungsarbeiten liefen sie gelegentlich die Falklandinseln an. Nächster Marinestützpunkt mit Reparaturmöglichkeiten war Simonstown in Südafrika. Zur Unterstützung der Kreuzer standen noch die Zerstörer Havock und Hotspur zur Verfügung, die auch regelmäßig südamerikanische Häfen anliefen, um dort liegende deutsche Handelsschiffe zu beobachten. Die Exeter sollte Ende November 1939 nach Simonstown zur Überholung gehen. Dieser Plan wurde jedoch aufgegeben. Stattdessen wurde sie um den Monatswechsel, nach einer Überholung mit Bordmitteln in Port Stanley, entsandt, die Cumberland vor dem Río de la Plata abzulösen, die zu einer Kesselreinigung zu den Falklandinseln gehen sollte.

#### Gefecht am Río de la Plata
Während die Cumberland, das stärkste Schiff der „Force G“, im Stützpunkt auf den Falklandinseln eine Überholung mit Bordmitteln durchführte, kreuzte die Exeter zusammen mit den Leichten Kreuzern Ajax und Achilles vor dem Río de la Plata. Dort kam es am 13. Dezember 1939 zu einem Gefecht mit der Admiral Graf Spee, die sich auf das Gefecht einließ, weil sie erst zu spät erkannte, dass ihr drei Kreuzer gegenüberstanden. Die Exeter wurde von elf 28-cm-Granaten getroffen; 61 Tote und 23 Verletzte waren zu beklagen, davon die meisten in den vorderen 203-mm-Geschütztürmen, die beide je einen direkten Treffer (28 cm) erhielten, und der Brücke, die beim Treffer auf Turm „B“ verwüstet wurde. Der relativ geringe Schaden war darauf zurückzuführen, dass die Graf Spee nach der Aussage des 1. Artillerieoffiziers Sprenggranaten mit Bodenzündern verschoss, die nach seiner Beobachtung beim Aufprall auf die leichte Panzerung detonierten, ohne sie zu durchschlagen. Da die gesamte vordere schwere Artillerie sowie der gesamte Feuerleitstand ausfielen und die Geschwindigkeit auf 18 Knoten fiel, zog sich das Schiff aus dem Gefecht zurück und wurde vom deutschen Panzerschiff nicht weiter verfolgt, das sich den Leichten Kreuzern zuwandte. Dies veranlasste die Exeter mit dem ihr verbliebenen Heckturm, nochmals ins Gefecht einzugreifen, um die Deutschen zu einem erneuten Zielwechsel zu zwingen. Als nur noch ein schweres Geschütz einsetzbar war, drehte die Exeter nach wenigen Minuten endgültig ab. Das deutsche Panzerschiff war allerdings auch beschädigt und hatte 36 Tote sowie 60 Verwundete zu beklagen. Der deutsche Kommandant Hans Langsdorff brach das Gefecht ab und lief in Montevideo für Reparaturarbeiten und Proviantübernahme ein, um dann die Heimfahrt nach Deutschland anzutreten. Von den über 190 Schuss der Exeter hatten nur drei das Ziel getroffen. Einer dieser Treffer zerstörte die Frischwasseranlage, deren Reparatur für einen weiteren Einsatz nach Überzeugung des Kommandanten notwendig war. Zum Streit um die zulässige Zeit für Reparaturen siehe Hauptartikel Admiral Graf Spee
Als die Admiral Graf Spee am Abend des 17. Dezember 1939 den Hafen von Montevideo verließ, um sich selbst zu versenken, war die erheblich schwerer beschädigte Exeter schon im britischen Stützpunkt Port Stanley eingetroffen, und die Cumberland hatte sie vor Montevideo ersetzt.

#### Reparatur

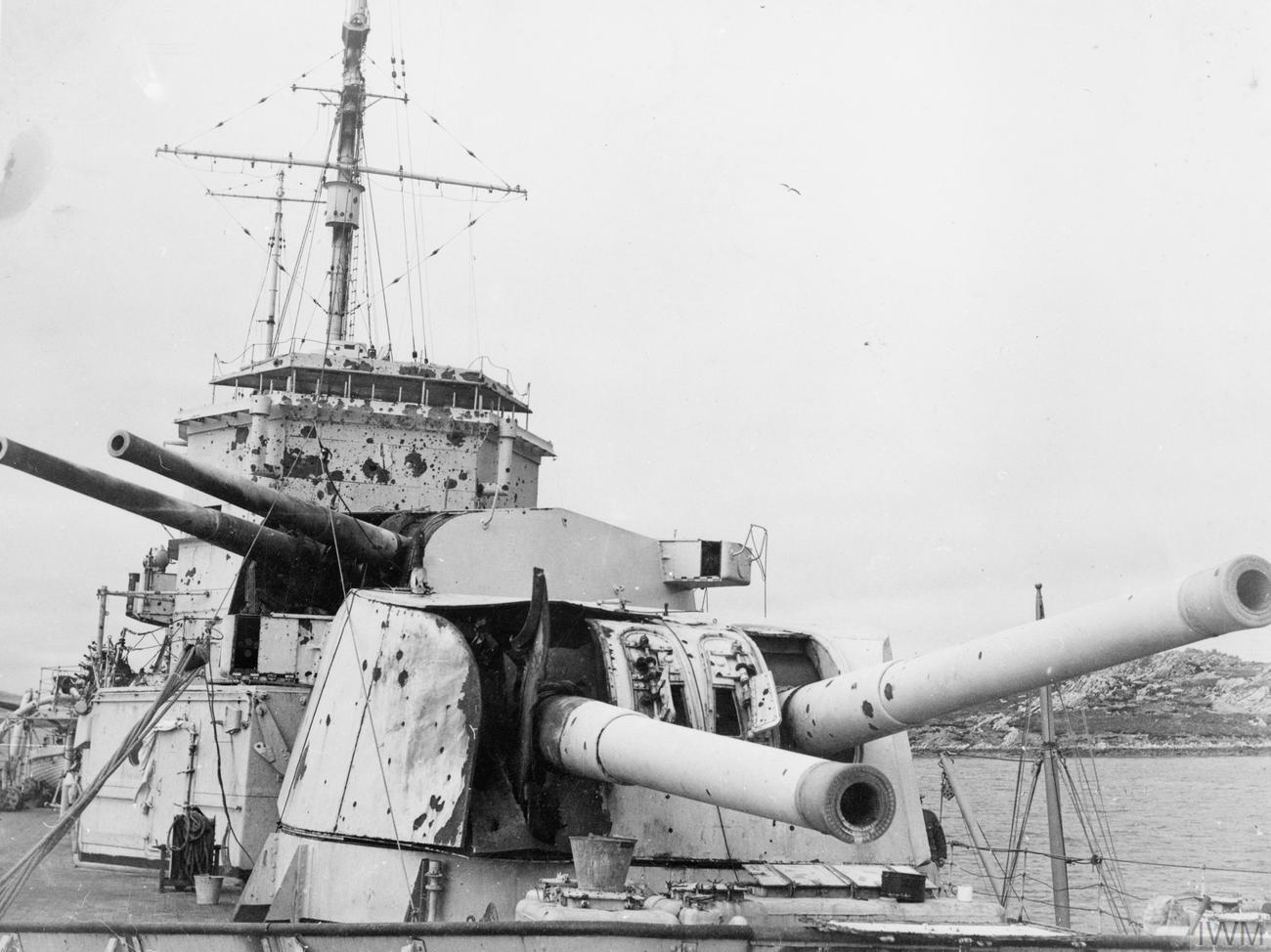
Die beschädigte Exeter im Dezember 1939

Nach Notreparaturen auf den Falklandinseln trat die Exeter, gesichert durch andere Einheiten der Royal Navy, Ende Januar 1940 ihre Heimreise an und erreichte am 14. Februar 1940 Plymouth, wo sie von Winston Churchill empfangen wurde. Bis März 1941 wurde der Kreuzer in Devonport repariert und modernisiert. Insbesondere wurde die Flugabwehrbewaffnung verstärkt. Ihre schweren Geschütze konnten jetzt mit einer größeren Erhöhung schießen, was die Reichweite erhöhte. Die vier einzelnen 102-mm-Flak wurden durch Zwillingsgeschütze ersetzt. Dazu erhielt der Kreuzer zwei achtrohrige 40-mm-Pom-Pom zusätzlich zu den seit 1935 vorhandenen schweren Fla-MG-Vierlingen; die Bordflugzeuganlage wurde entfernt, um Platz für die beiden achtrohrigen Pom-Poms zu schaffen. Die Masten wurden gekürzt und zu Dreibeinmasten verstärkt, an denen ein Feuerleitradar vom Typ 279 installiert wurde.

#### Weitere Einsätze
Am 10. März 1941 kam die Exeter wieder in Dienst und wurde bei der Home Fleet in der „1st Cruiser Squadron“ eingesetzt und diente einige Zeit in der Überwachung der Dänemark-Straße zwischen Island und Grönland. Zum Zeitpunkt des Durchbruchs der Bismarck und der Prinz Eugen in den Atlantik geleitete der für den Dienst in der East Indies Squadron vorgesehene Kreuzer den Geleitzug WS 8B mit acht Truppentransportern und dem als Flugzeugtransporter eingesetzten alten Träger Argus im Atlantik Richtung Freetown, der für die deutschen Schiffe ein lohnendes Ziel darstellte. Am 26. Mai 1941 wurden dennoch die fünf Begleitzerstörer des Geleitzuges (Cossack, Maori, Sikh, Zulu und die polnische Piorun) abgezogen, um während der Nacht Torpedoangriffe auf die vermutlich nach Brest laufende Bismarck zu fahren. Diese Angriffe waren erfolglos, zwangen aber die Besatzung des deutschen Schlachtschiffes, die Nacht hindurch in voller Gefechtsbereitschaft zu bleiben und reduzierten die Munitionsvorräte des Schlachtschiffs. Exeter blieb mit drei Zerstörern beim Konvoi, da auch der Flugabwehrkreuzer Cairo planmäßig den Rückmarsch antrat. Die Exeter geleitete den für den mittleren Osten bestimmten Geleitzug schließlich bis Aden (27. August) und erledigte danach verschiedenste Aufgaben im Indischen Ozean.
Im Dezember 1941 war der schwere Kreuzer mit einem Truppengeleit von Ceylon auf dem Weg nach Singapur, wo er Teil der „Force Z“ (Prince of Wales und Repulse) werden sollte, die aber vor Eintreffen der Exeter zur Bekämpfung eines japanischen Landungsverbandes an der Ostküste Malaya auslief und japanischen Luftangriffen zum Opfer fiel.

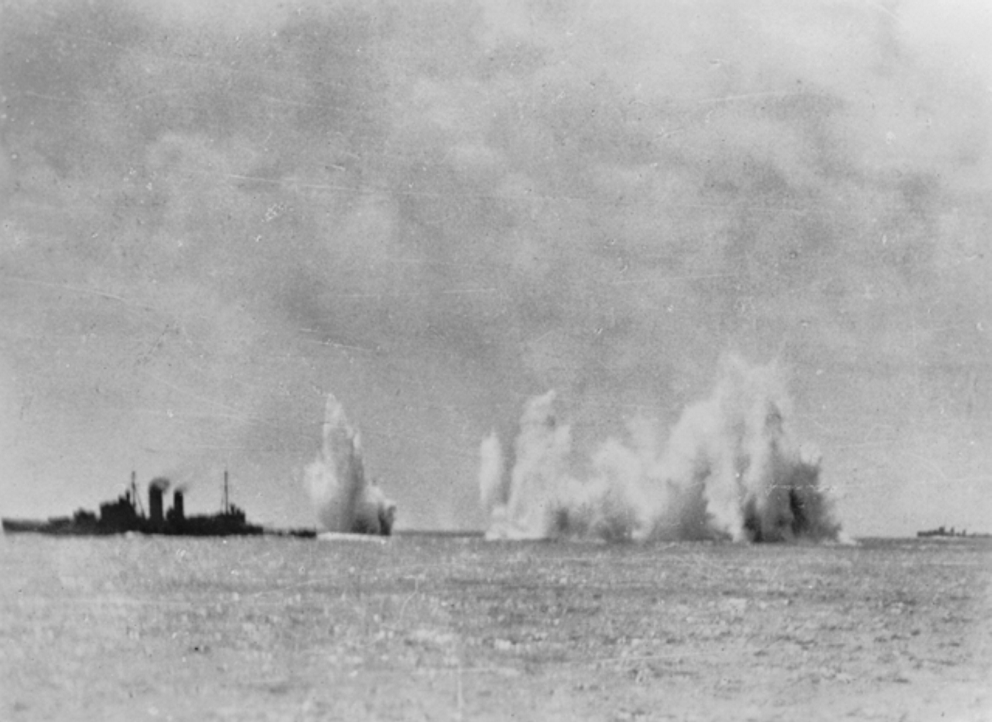
Die Exeter wird aus der Luft angegriffen, vermutlich während eines Vorstoßes am 14./.15. Februar 1942 in der Gaspar-Straße zwischen Bangka und Belitung

Anfang Januar 1942 wurde die Exeter der ABDA-Flotte unterstellt. Dieser alliierte Verband sollte Niederländisch-Indien und die britischen Besitzungen gegen das japanische Vorrücken verteidigen.

##### Schlacht in der Javasee
Seit dem 25. Februar 1942 befand sich die Exeter mit der „Eastern Striking Force“ der ABDA (u. a. mit Perth und den Zerstörern Jupiter, Electra und Encounter) auf der Suche nach japanischen Landungsverbänden in See. Am 26. schon aus der Luft angegriffen, stieß der Verband am 27. Februar 1942 mit der gesamten ABDA-Flotte auf die Sicherung der japanischen Landungsflotte. Es entwickelte sich die Schlacht in der Javasee.
Die Exeter erhielt schon früh einen schweren Treffer im Maschinenraum durch den japanischen Kreuzer Nachi. Da sie wegen des Treffers dem Verband nicht mehr folgen konnte, scherte sie aus der Formation aus, um einen Hafen aufzusuchen, was wegen mangelnder Kommunikation zu weiteren Verwirrungen im multinationalen Verband führte. Sie wurde schließlich nach Soerabaja mit dem niederländischen Zerstörer Witte de With und den drei britischen Zerstörern entlassen und entkam der Vernichtung. Electra und Jupiter gingen schon auf diesem Rückzug verloren.

##### Versenkung

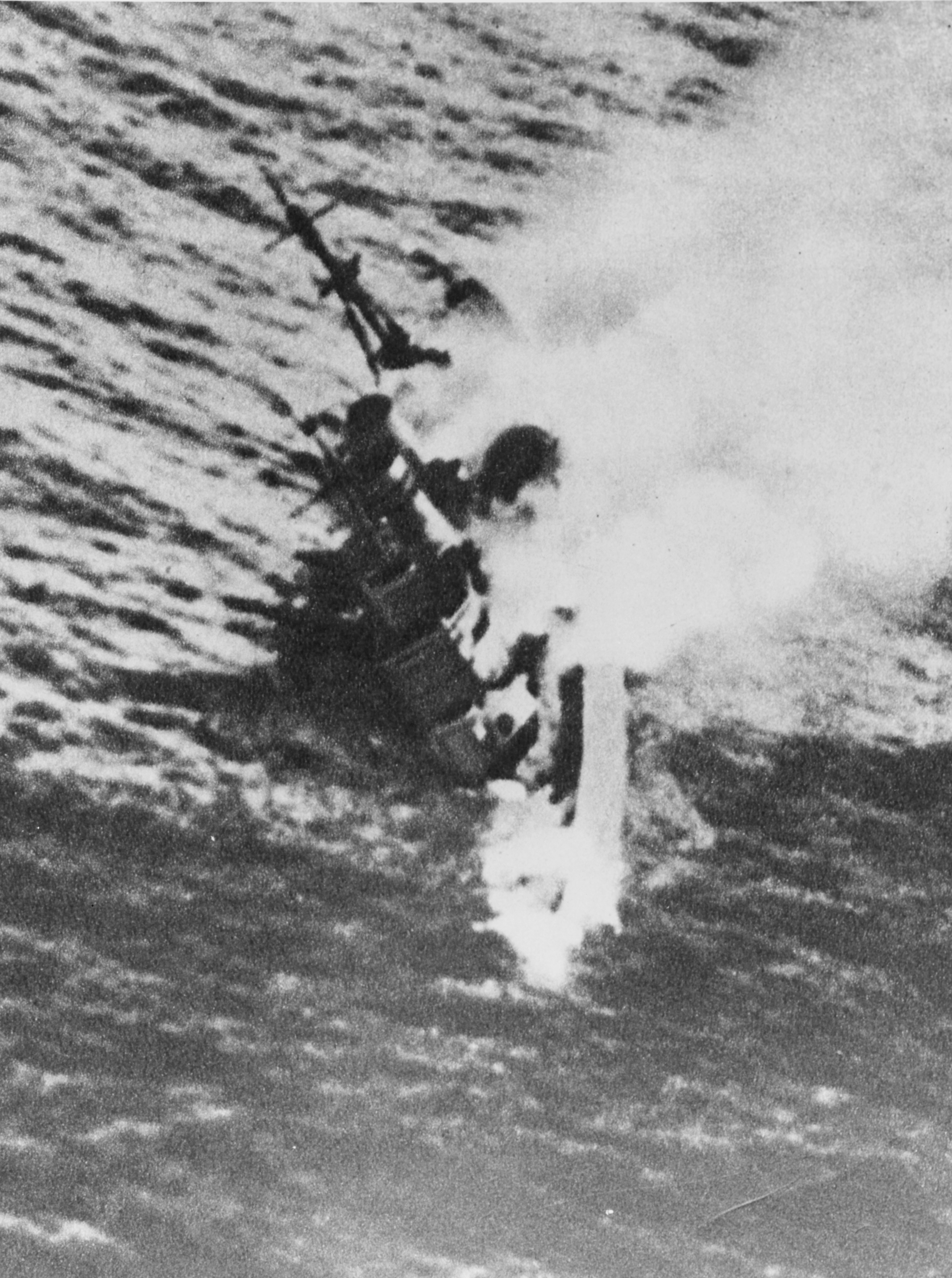
Die sinkende Exeter

So weit repariert wie mit Bordmitteln möglich, versuchte die beschädigte Exeter durch die Sundastraße das Kampfgebiet zu verlassen. Sie wurde aber am 1. März 1942 von den japanischen Schweren Kreuzern Nachi und Haguro sowie vier Zerstörern gestellt und nördlich von Bawean in einem drei Stunden dauernden Gefecht, in das auch noch die Schweren Kreuzer Ashigara und Myōkō eingriffen, bei den Koordinaten 5° 0′ S, 111° 0′ O versenkt. Zuletzt wurde das sinkende Schiff noch von einem Torpedo eines Zerstörers getroffen. Die begleitenden Zerstörer Encounter und USS Pope der Clemson-Klasse wurden ebenfalls versenkt. Von 705 Besatzungsangehörigen der Exeter kamen 54 ums Leben, 651 Mann wurden von den Japanern gerettet, wobei allerdings von diesen später noch einmal 29 in der Gefangenschaft verstarben.

## Das Wrack heute
Das Wrack der Exeter wurde im Februar 2007 in 60 Metern Tiefe etwa 90 Kilometer nördlich von Bawean entdeckt. Die Position befindet sich etwa 60 Seemeilen von der Position entfernt, die der Kommandant des Schiffes als Untergangsort angegeben hatte. Im November 2016 war das Wrack nicht mehr auffindbar – offenbar wurde es durch Altmetallplünderer zerlegt und als Schrott verkauft.